# Slavkovská kopa
Slavkovská kopa je horský vrchol o nadmořské výšce 2346 m ve Vysokých Tatrách na Slovensku.
Vrchol se nachází ve Vareškovém hřebeni, který začíná na Bradavici a směřuje na Slavkovský štít. Slavkovská kopa má dva vrcholy, vyšší se nachází v hlavním, nižší v postranním, severním směrem vybíhajícím hřebeni. Severovýchodně svahy strmě padají do Velké Studené doliny, jihozápadní do Slavkovské dolinky, která vybíhá z mohutné Velické doliny. 
Severní hřeben se nazývá Vareškový pilíř, ve spodní části též Slavkovská stráž. Zahrnuje tyto útvary od jihu k severu: Velká Slavkovská kopa, Vyšná Slavkovská štrbina, Malá Slavkovská kopa, Štrbina za Slavkovskou ihlou, Jaminská věžička, Slavkovská priehyba, Velká Varešková strážnice, Prostredný Vareškový priechod, Prostredná Varešková strážnice, Nižný Vareškový priechod a Slavkovská stráž. 
Severně od vrcholu se ve Velké Studené dolině nachází Vareškové pleso a turistická Zbojnická chata. Západní svahy, severní a západní hřeben štítu jsou oblíbeným místem horolezeckých výstupů především v zimě.

## Přístup
Na vrchol nevede značený chodník; nejjednodušší přístup je po hřebeni ze sousedního Slavkovského štítu.

## Externí odkazy

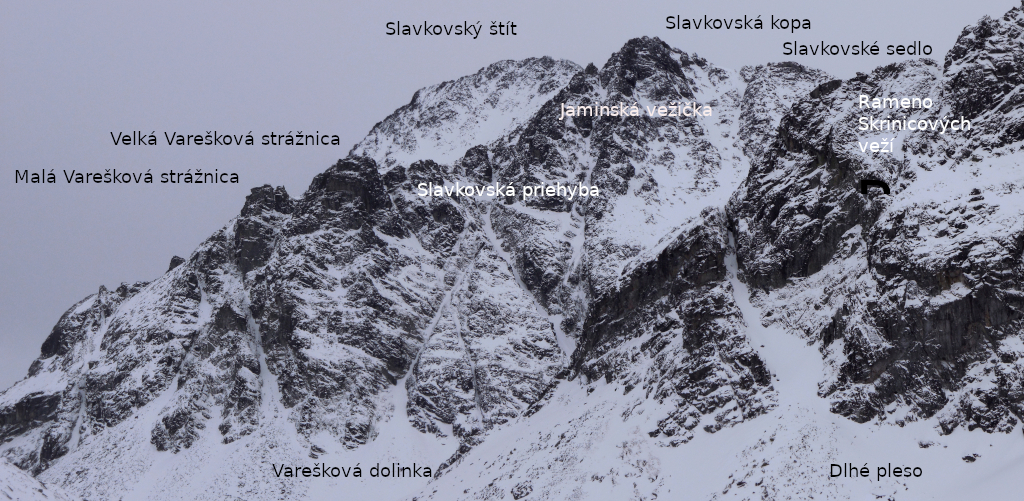
Slavkovská kopa, severní Vareškový pilíř.